# Tử hình ở Nhật Bản

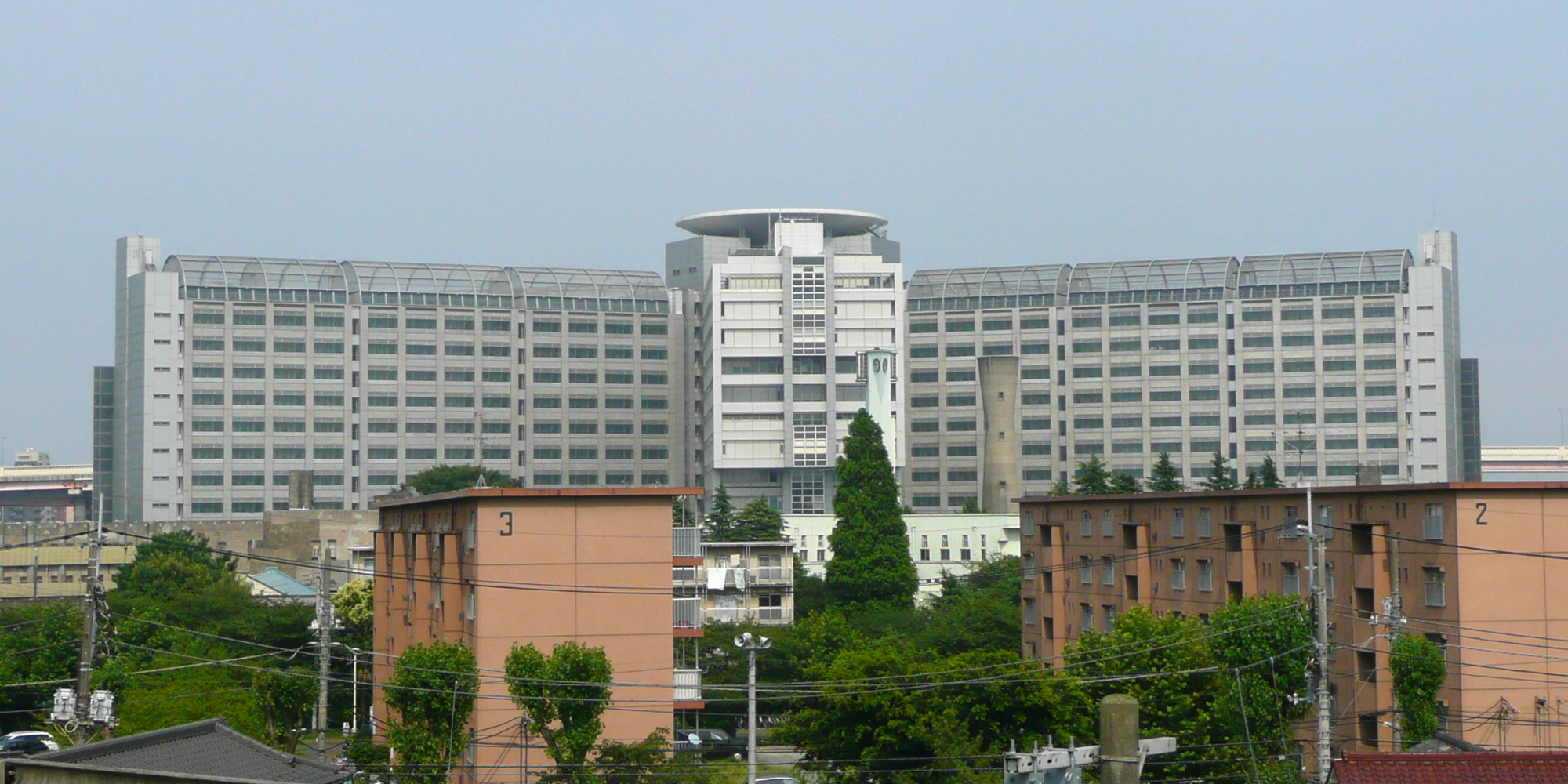
Nhà giam Tokyo, một trong bảy phòng hành quyết của Nhật Bản.

Tử hình là một hình phạt pháp lý ở Nhật Bản. Nó chỉ được áp dụng trong thực tế đối với tội giết người nặng hơn, mặc dù nó cũng là một hình phạt pháp lý đối với một số tội ác chống lại nhà nước, chẳng hạn như phản quốc và không phục tùng quân đội, cũng như bắt cóc dẫn đến chết người. Các vụ hành quyết được thực hiện bằng hình thức treo cổ, và diễn ra tại một trong bảy phòng xử tử nằm ở các thành phố lớn trên cả nước.
Các bản án tử hình thường thông qua trong các trường hợp giết nhiều người, mặc dù đã có một số trường hợp các cá nhân phạm một tội giết người duy nhất bị kết án tử hình và bị xử tử, chẳng hạn như những vụ liên quan đến tra tấn hoặc bắt cóc đòi tiền chuộc.
Kể từ năm 2000, 118 tù nhân đã bị hành quyết ở Nhật Bản, vụ gần đây nhất là vụ hành quyết Katō Tomohiro, thủ phạm của vụ thảm sát Akihabara năm 2008, bị hành quyết vào ngày 26 tháng 7 năm 2022. Hiện có 106 tử tù đang chờ thi hành án. Người dân Nhật Bản luôn ủng hộ hình phạt tử hình. Vào năm 2020, một cuộc thăm dò do Văn phòng Nội các tiến hành cho thấy hơn 80% ủng hộ việc tiếp tục sử dụng án tử hình ở Nhật Bản.